# Serena Daolio
Serena Daolio (née le 21 juin 1972 à Carpi, dans la province de Modène en Émilie-Romagne) est une soprano italienne.

## Biographie
Serena Daolio a obtenu le diplôme de chant auprès du Conservatoire de Parme. Elle s’est perfectionnée avec Virginia Zeani et a gagné les concours Masini et Zandonai. En 2004 à Serena Daolio fut attribué le prix Bruson remis par Roberto Bruson lui-même.
Ses débuts dans le rôle principal de La traviata eurent lieu après avoir gagné le concours Primo Palcoscenico ouvert par le conservatoire de Cesena en 2001.
En 2002 elle a chanté à la Scala de Milan sous la baguette du maestro Riccardo Muti dans le rôle de la déesse Diana dans Iphigénie en Aulide de Gluck : ce fut le commencement de la carrière qui l’a vue se produire dans des théâtres importants en Italie et à l’êtranger.
En 2005, Serena Daolio a gagné le premier Prix Absolut dans la 42e édition du Concours Francisco Viñas à Barcelone.
Parmi les productions les plus remarquables I Pagliacci au Teatro Real de Madrid sous la régie du maestro Giancarlo Del Monaco.
Intéressante la vision du cinéaste espagnol Carlos Saura dans Carmen où Daolio interprète le rôle de Micaela sous la baguette du maestro Zubin Mehta dans l’édition du Maggio Musicale Fiorentino de 2008.
Son répertoire de soprano lyrique s’est étendu jusqu’à de rôles nouveaux découverts à l’occasion du Festival della Valle d'Itria où elle a interprété Giuletta dans Romeo e Giulietta de Filippo Marchetti, Cordelia dans le Re Lear d'Antonio Cagnoni et Marcella. Ce dernièr rôle, chanté pour la dernière fois par Magda Olivero lui a valu une grande reconnaissance du public et de la critique grâce à une interprétation intense.

## Prix
- Concours Viñas
- Concours Zandonai
- Danzuso
- Cappelli
- Alberto Pio
- Prix Bruson

## Discographie
- Romeo e Giulietta
- Marcella
- Re Lear

## DVD la concernant
- Marcella